# جهاندار شاه‌
جهان دار شاه (12 فبراير 1713م - 10 مايو 1661م) إمبراطور مغولي حكم من (1712م - 1713م). كان لقبه شاهنشاه أبو الفتح معز الدين محمد جهان دار شاه عالم بهادر.

## معرض صور

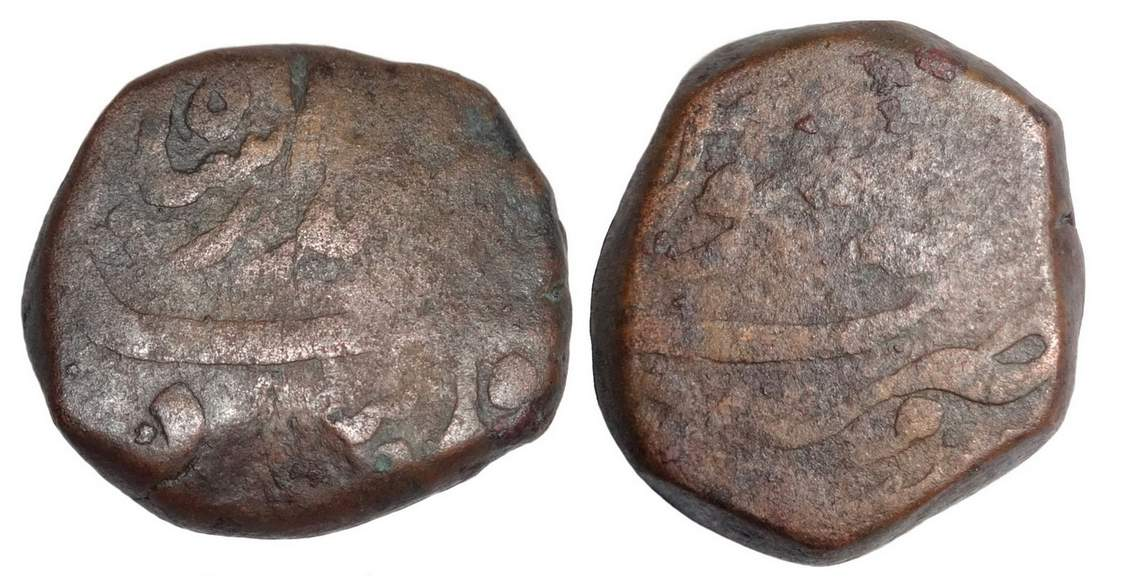
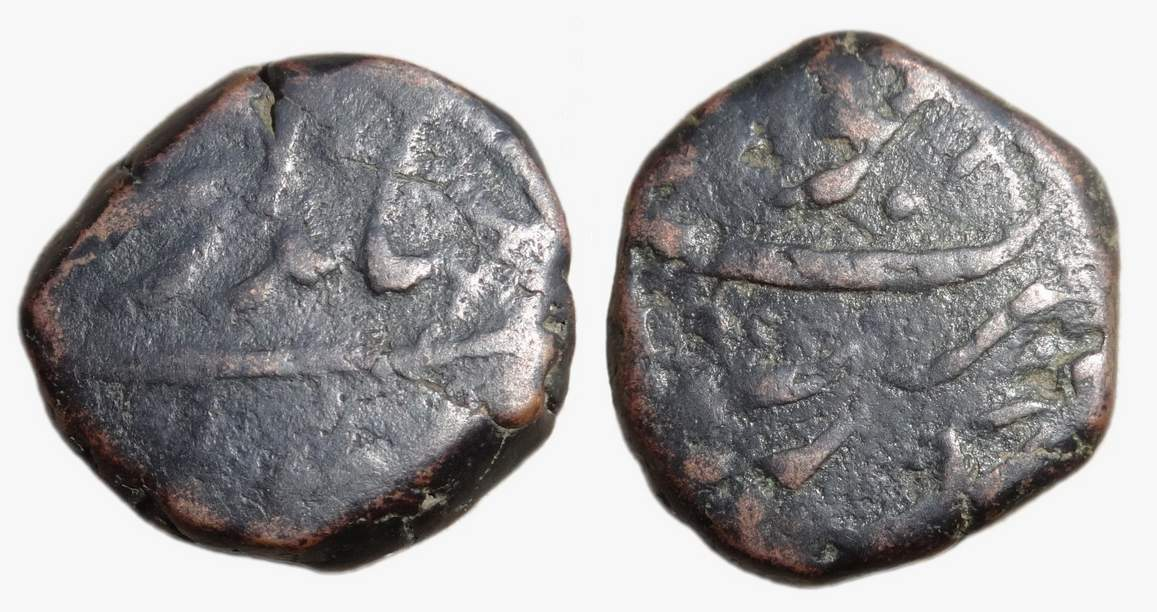
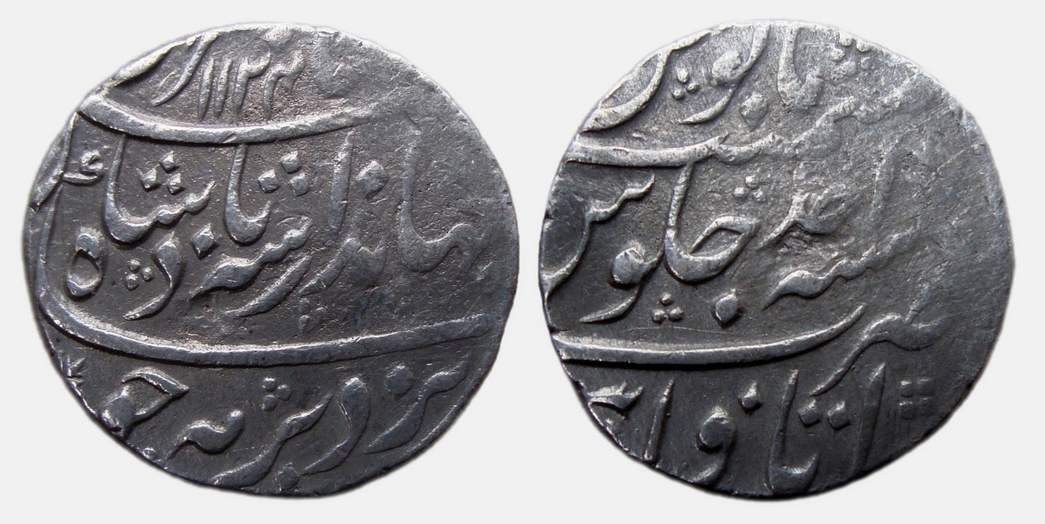
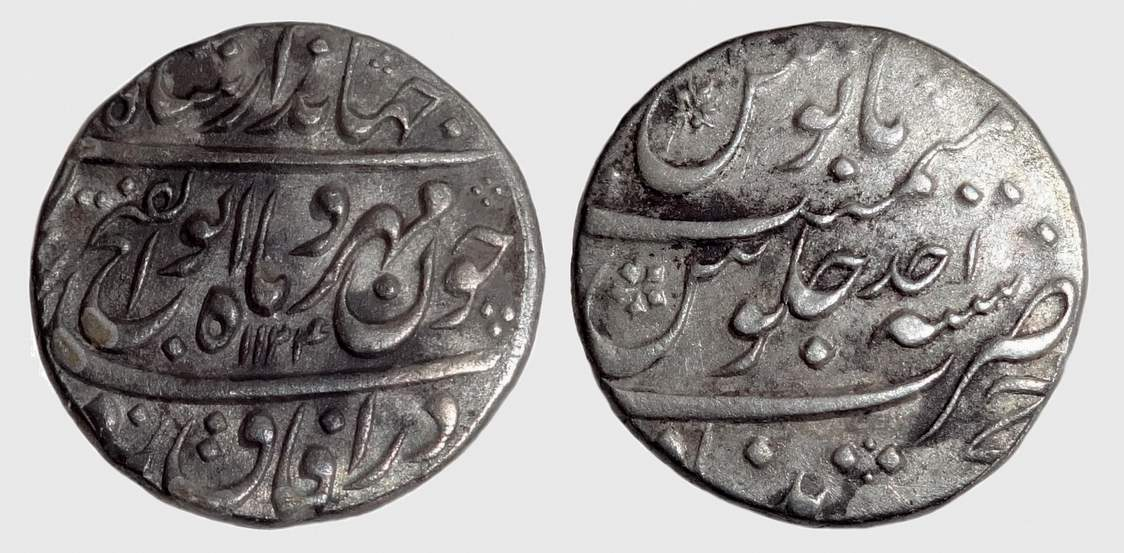